# 太鼓の達人 Nintendo Switchば〜じょん!
『太鼓の達人 Nintendo Switchば〜じょん!』は、バンダイナムコエンターテインメントより2018年7月19日に発売されたNintendo Switch用ゲームソフト。『太鼓の達人』シリーズにおける初のNintendo Switch向けタイトルとなる。日本国外においては"Taiko no Tatsujin: Drum 'n' Fun!"のタイトルで2018年11月2日に発売された。
本作ではタッチやコントローラによる操作体系に加え、Joy-Conを太鼓のばちに見立てた「フリフリ演奏」が導入された。
2023年11月30日には本作の販売を終了した。

## 開発
Switch版は、Joy-Conを太鼓のばちのように振ることができるという観点から誕生した。
テレビCMはにUUUM所属のYoutuber・HIKAKINが出演しており、その縁で彼とのコラボレーションミニゲームがDLCとして配信されたり、演奏キャラクターとしても登場した。家庭用シリーズの総合プロデューサーを務める上田彩乃は2019年のインタビューの中で、本作のメインターゲットとして小学生を想定していたことを明かしており、彼らに人気のあるHIKAKINとのコラボは効果的だったと振り返っている。

## 大会での採用
2018年、バンダイナムコエンターテインメントとJTBは神門で小学生向けのeスポーツ大会「太鼓の達人Nintendo Switchば〜じょん！小学生フリフリ王決定戦！」を3つの地域で開催した。